# Wąwóz Żarski

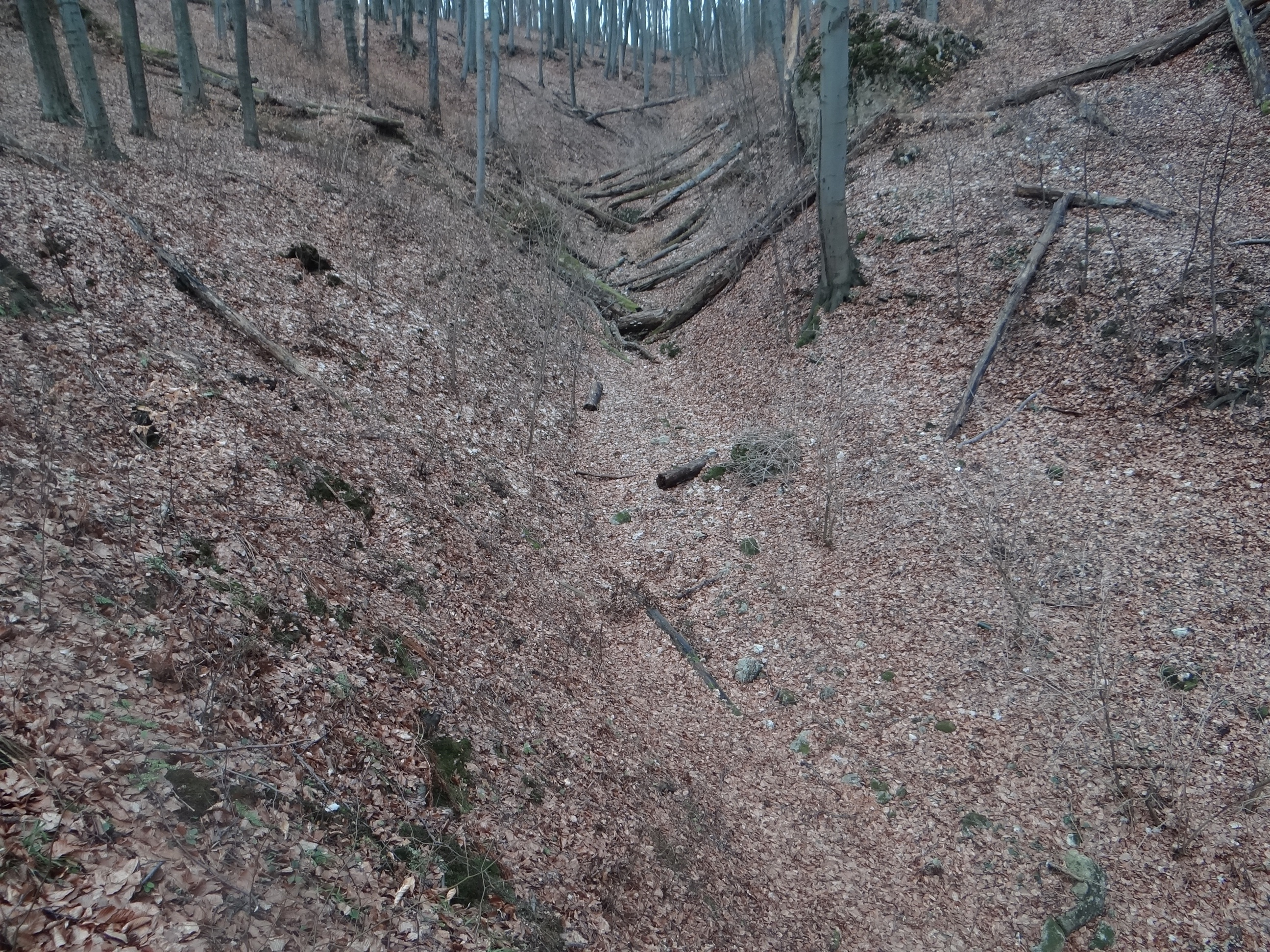
Wąwóz Żarski

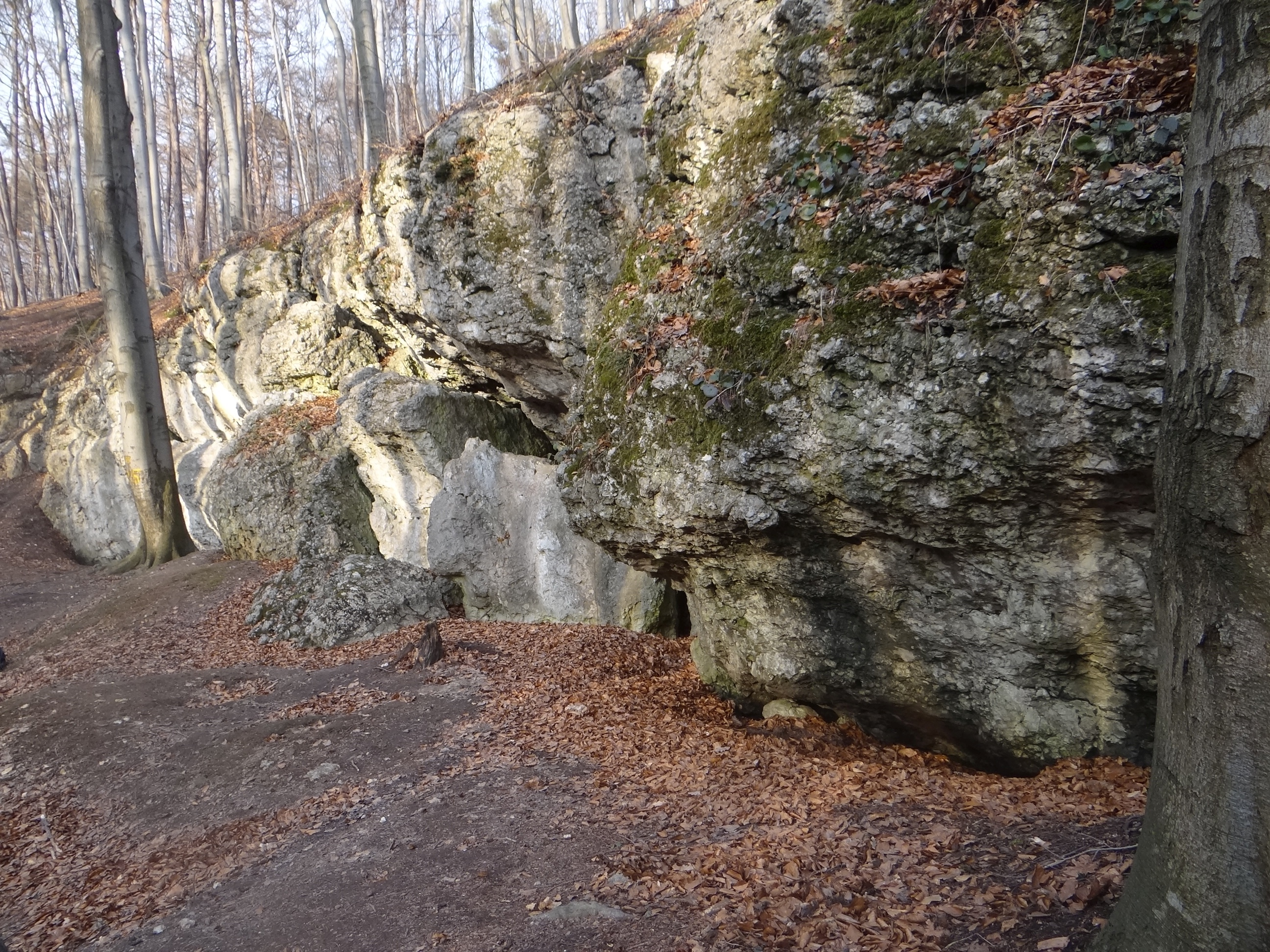
Grupa skał z jaskiniami

Wąwóz Żarski – parów w Dolinie Racławki na Wyżynie Olkuskiej (część Wyżyny Krakowsko-Częstochowskiej). Znajduje się w obrębie rezerwatu przyrody Dolina Racławki, na północny wschód od wsi Dubie i na zachód od centrum wsi Żary. Usytuowany jest pomiędzy wzgórzami Widoma (na południu) i Stara Cisowa (na północy). Jest to porośnięty bukami głęboki jar o długości około 400 metrów, przebiegający wzdłuż osi północ-południe w Lesie Pisarskim. Dnem jaru płynie nikły strumyk.
Na wschodnim skłonie doliny znajduje się pas skałek wapiennych, a w nim kilka jaskiń i schronisk: Jaskinia Żarska, Jaskinia Żarska Górna, Schronisko Żarskie Pierwsze, Schronisko Żarskie Drugie, Schronisko Żarskie Trzecie, Schronisko Żarskie Czwarte i Schronisko Żarskie Małe. Nad dnem wąwozu znajduje się Jaskinia bez Nazwy.
Przez blisko 100 lat, jeśli nie liczyć krótkiego okresu formalnie niepodległej Rzeczypospolitej Krakowskiej, przebiegała tędy „granica dwóch cesarzy” – austriackiego i rosyjskiego. Przez cały okres międzywojenny „granica dwóch cesarzy” była granicą województwa krakowskiego i kieleckiego, jeszcze do dzisiaj tędy przebiega podział obszarów diecezji krakowskiej i kieleckiej, do 1975 powiatu chrzanowskiego i olkuskiego, a obecnie gminy Krzeszowice i gminy Jerzmanowice-Przeginia.
Wąwozem Żarskim prowadzi geologiczna ścieżka dydaktyczna.

## Szlak turystyczny
żółta, geologiczna ścieżka dydaktyczna w postaci zamkniętej pętli. Od parkingu w Dubiu Wąwozem Żarskim do Doliny Szklarki i z powrotem (inną trasą). 8 przystanków.